# Tufeni, Prahova
Tufeni este o localitate componentă a orașului Băicoi din județul Prahova, Muntenia, România.
Tufeni este situat la o distanță de 15 km de orașul Ploiești și la 12 km de orașul Câmpina, având 400 de familii printre care 386 familii ortodoxe și restul familii neoprotestante. Majoritatea locuitorilor lucrează la diferite societați comerciale, iar o parte dintre ei se ocupă și cu agricultura, având și alte meserii.
În 1902, satul Tufeni avea 340 de locuitori și făcea parte din comuna rurală Băicoi din plasa Filipești a județului Prahova. După declararea comunei Băicoi ca oraș în 1948 și reorganizarea din 1968, a continuat să fie localitate componentă a orașului.
Una dintre realizările locuitorilor o constituie Biserica Adormirea Maicii Domnului ridicată între anii 1992–1994 și sfințită la data de 12 octombrie 2003 în timpul părintelui Albu Constantin.